# Stiftsamt Wurzen
Das Stiftsamt Wurzen bezeichnet das weltliche Herrschaftsgebiet des Hochstifts Meißen, das – nach der Reformation und dem Amtsverzicht des letzten Bischofs von Meißen – von 1581 bis 1818 als eines der Nebenlande des albertinischen Kurfürstentums bzw. Königreichs Sachsen durch eine eigens eingesetzte Stiftsregierung zu Wurzen verwaltet wurde.
Es umfasste die drei Ämter Wurzen, Mügeln und Sornzig, welche nach der Auflösung des Stiftamts von 1818 bis 1856 zum Leipziger Kreis des Königreichs Sachsen gehörten.

## Geographische Lage
Das Stiftsamt Wurzen bestand aus zwei räumlich durch das kurfürstliche Amt Mutzschen getrennten Teilen.
Der nördlichere Teil ist das ursprünglich als Wurzener Land bezeichnete Amt Wurzen auf beiden Seiten der Vereinigten Mulde im Norden des heutigen Landkreises Leipzig, an der Grenze zum Landkreis Nordsachsen, mit der am östlichen Hochufer der Mulde gelegenen Stadt Wurzen als zentralem Ort.
Den südlichen Teil des Stiftsamts bildeten die meist zusammen erwähnten Ämter Mügeln und Sornzig, welche im Tal der Döllnitz am westlichen Rand der Lommatzscher Pflege lagen. Nördlich der Stadt Mügeln beginnt der bereits zum Amt Mutzschen gehörige Wermsdorfer Forst, ein Waldgebiet, das sich bis zur Dahlener Heide erstreckt.
Der von 1953 bis 1994 existierende Kreis bzw. Landkreis Wurzen entsprach ungefähr dem alten Stiftsgebiet des Wurzener Landes. Er war lediglich um mehrere Gemeinden westlich der Mulde erweitert worden.

## Angrenzende Verwaltungseinheiten
Das Stiftsamt Wurzen bestand aus zwei räumlich durch das kurfürstliche Amt Mutzschen getrennte Teile, welches in der Angabe vernachlässigt wird. Der nördlichere Teil ist das ursprünglich als Wurzener Land bezeichnete Amt Wurzen, den südlichen Teil des Stiftsamts bildeten die meist zusammen erwähnten Ämter Mügeln und Sornzig.
| Amt Eilenburg                  |                                             | Amt Torgau                    |
| Erbamt Grimma Kreisamt Leipzig | Kompassrose, die auf Nachbargemeinden zeigt | Amt Oschatz                   |
| Amt Colditz (Exklave)          | Amt Leisnig                                 | Erbamt Meißen Schulamt Meißen |

## Geschichte

### Das Wurzener Land unter Herrschaft des Bistums Meißen
Die um 960 entstandene Stadt Wurzen  gehörte bis 995 zum Bistum Merseburg und kam danach an das Bistum Meißen. Die Bistumsgrenze wurde von der Mulde gebildet.
Die Ursprünge des Stiftsamts Wurzen liegen in dem 1114 von Bischof Herwig von Meißen gegründeten Kollegiatstift  in der Stadt Wurzen. Das Umland der Stadt wurde zu einer weltlichen Territorialherrschaft mit dem Namen „Wurzener Land“  („terra wurciniensis“) unter Verwaltung der Bischöfe von Meißen. Im 13. Jahrhundert kamen die südlich des Wurzener Landes gelegenen Ämter Mügeln und Sornzig in Besitz der Bischöfe von Meißen und unter die Verwaltung des Kollegiatstifts Wurzen. Bischof Johann VI. von Saalhausen ließ es Ende des 15. Jahrhunderts das Schloss Wurzen als Bischofssitz erbauen. Es war Residenz der Bischöfe von Meißen bis 1581.
Nach der Teilung der wettinischen Lande im Jahr 1485 wurde die Schutzherrschaft über Wurzen und das Wurzener Land von den Ernestinern und Albertinern gemeinsam ausgeübt. Beide Linien waren letztendlich auf eine Säkularisation des bischöflichen Territoriums aus, was u. a. 1542 zur sogenannten „Wurzener Fehde“ führte. Der Fehde unmittelbar voraus ging der Streit zwischen Herzog Moritz (Albertiner) und Kurfürst Johann Friedrich (Ernestiner) über die Verwendung der Steuergelder dieses Gebiets. Johann Friedrich forderte zudem vom Stift Wurzen die Abgabe der Türkensteuer zur Finanzierung der Türkenkriege, die das Stift nicht zahlen wollte.

### Das Wurzener Land zur Zeit der Reformation
Die Wurzener Fehde nahm Johann Friedrich im Jahr 1542 zum Anlass, in die Befugnisse des Stifts Wurzen einzugreifen, um die Reformation durchzusetzen. Im 16. Jahrhundert wurde das Stift protestantisch.
Nach der Reformation wurde das Kollegiatstift Wurzen als lutherisches Domkapitel weitergeführt, welches bis heute besteht. Im Jahr 1570 tauschte der sächsische Kurfürst das Amt Belgern bei Torgau an das Bistum Meißen, deren Bischöfe es als Amt einrichteten und unter die Verwaltung des Stiftamts Wurzen stellten. Im Jahr 1581 kam es wieder in Besitz des sächsischen Kurfürsten, welcher es wieder dem Amt Torgau angliederte. Das Meißner Stiftsamt Wurzen behielt aber die Steuereinziehung und die Folge in etwa elf Dörfern, die sonst der Jurisdiktion des Amtes Torgau unterstellt blieben.

### Das Stiftsamt Wurzen unter Herrschaft der wettinischen Stiftsregierung (1581–1818)
Am 20. Oktober 1581 dankte der letzte Bischof Johann IX. von Haugwitz ab. Mit dem Rücktritt des letzten Meißner Bischofs Johann IX. von Haugwitz 1581 wurde das Wurzener Land und die Ämter Mügeln und Sornzig vollständig in das seit 1547 albertinische Kursachsen eingegliedert, auch wenn es noch als Stiftsamt Wurzen bis 1818 durch eine eigens geschaffene „Kurfürstlich-Sächsische Stiftsregierung“ (durch die des Stifts Meißen verordneten Hauptmann, Kanzler und Räte) im Auftrage des Dresdener Hofes verwaltet wurde.

### Das Gebiet des Stiftsamts Wurzen nach der Auflösung der wettinischen Stiftsregierung 1818
Nach der Auflösung des Stiftamts Wurzen wurden die Ämter Wurzen, Mügeln und Sornzig landesherrliche Ämter im Leipziger Kreis des Königreichs Sachsen. Sie bestanden bis 1856 und wurden dann von den Gerichtsämtern Wurzen (Amt Wurzen) bzw. Gerichtsamt Mügeln und Gerichtsamt Oschatz (Ämter Mügeln und Sornzig) abgelöst.
Das Kollegiatstift Wurzen entsandte bis zum Ende des Königreichs Sachsen im Jahr 1918 einen Vertreter in die I. Kammer des Sächsischen Landtags.

## Bestandteile
- Amt Wurzen (Amtssitz: Schloss Wurzen in Wurzen)
- Amt Mügeln (Amtssitz: Schloss Ruhethal in Mügeln)
- Amt Sornzig (Amtssitz: Kloster Marienthal in Sornzig)
- Pflege Belgern (1570–1781)